# Jailolo (stato)
Il sultanato di Jailolo (in lingua aceh: Kesultanan Jailolo) o talvolta Gilolo, fu uno stato principesco esistito nell'attuale Indonesia dal XIII secolo sino al 1832. Fu uno dei quattro regni delle Molucche con Ternate, Tidore e Bacan, e si estendeva nella parte occidentale di Halmahera. Jailolo esistette come regno indipendente sino al 1551. Nel corso del XIX secolo, nello stato ormai soppresso dagli olandesi si creò un movimento per la restaurazione del sultanato sino a quando, in tempi più moderni, esso non è stato ricostituito ma senza valore politico, unicamente per la tutela del patrimonio culturale locale.

## Storia

### Le origini
Jailolo era uno dei componenti della quadripartizione politico-rituale della parte settentrionale delle Molucche. 
Lo stato iniziò ad emergere nelle cronache già prima dell'introduzione dell'islam (seconda metà del Quattrocento), ma la storia concreta del regno è tracciabile a partire dal XVI secolo a livello documentale. Lo scritto più completo relativo alla storia di Jailolo è uno documento di un pastore protestante olandese, François Valentijn (1724). Valentijn riferiva che Jailolo era un regno forte già a metà del Duecento e che l'oppressivo governo dei suoi sovrani causò un esodo di popolazione verso Ternate, un'isola a sudovest della baia di Jailolo, dove un nuovo regnovenne fondato nel 1257. Nei secoli successivi Jailolo e Ternate ebbero conflitti occasionali. All'inizio del XIV secolo, Tidore e le isole Bacan si costituirono pure stati autonomi. I quattro re dei quattro stati si incontrarono sull'isola di Moti negli anni '20 del Trecento e si accordarono per la creazione di una confederazione nella quale il Kolano di Jailolo avrebbe avuto una posizione preminente. Malgrado ciò, la posizione di Jailolo non sempre venne rispettata. Secondo Valentijn un principe ternatese sposò la figlia del re di Jailolo nel 1375 circa e succedette al trono dal momento che il vecchio regnante non aveva avuto figli maschi. Ad ogni modo, un successivo sovrano di Ternate chiamato Komalo Pulo (1377-1432) conquistò alcuni villaggi sull'Halmahera e costrinse il re di Jailolo a cedergli la precedenza.
Secondo fonti leggendarie locali, un immigrato arabo di nome Jafar Sadik si portò nelle Molucche e sposò una ninfa di nome Nurus Safa, figlia del Signore dei Cieli. La coppia ebbe quattro figli: Buka, Darajat, Sahajat e Mashur-ma-lamo, che furono gli antenati dei re di Bacan, Jailolo, Tidore e Ternate. Darajat fu quindi il primo a stabilirsi sull'isola di Moti e poi a trasferirsi nella baia di Jailolo ed a fondarvi un reame. Questi venne seguito da quindici discendenti, l'ultimo dei quali fu un certo Talabuddin.
La più antica cronaca delle Molucche, l’Hikayat Tanah Hitu (metà del XVII secolo), riporta che l'islam venne introdotto nel XV secolo da Mahadum, figlio del sultano di Samudra Pasai. Mahadum compì un lavoro missionario senza sosta in Indonesia viaggiando poi ancora più ad est. Provenendo dalle isole Banda, passò da Jailolo il cui re venne convertito e prese il nome di Yusuf. Da qui si portò nella vicina Tidore e poi a Ternate, dove pure l'islam riuscì ad attecchire. L’Hikayat Tanah Hitu menziona anche una lotta di potere tra due fazioni dell'aristocrazia attorno al 1500. La parte che ne uscì sconfitta emigrò da Jailolo verso Hitu, sull'isola di Ambon, dove il loro capo Jamilu divenne un rinomato capo musulmano che combatté gli invasori portoghesi.

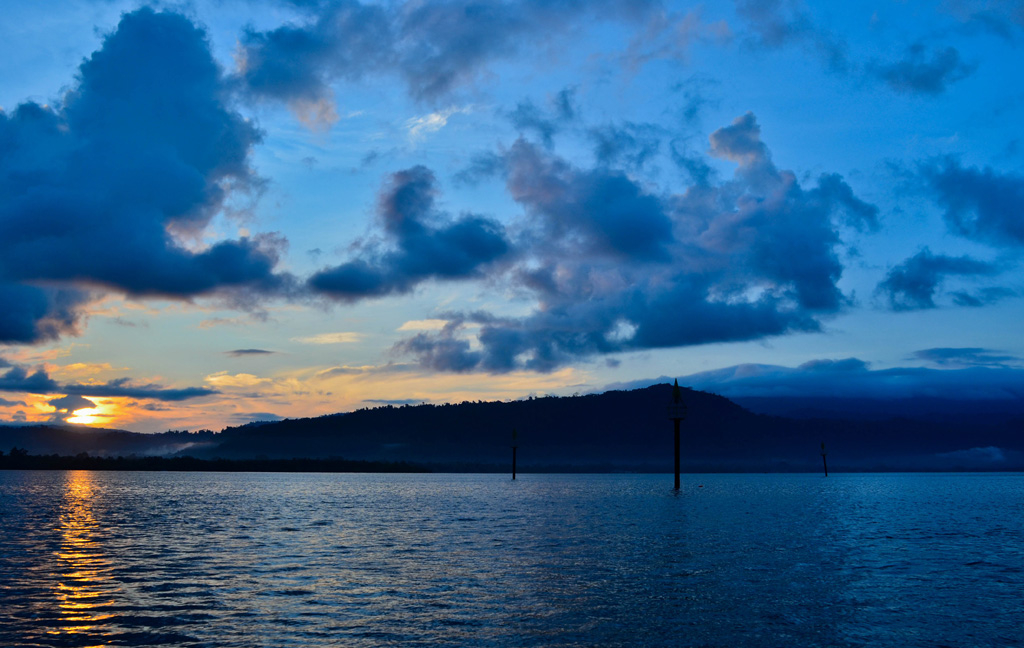
La baia di Jailolo

### I primi sovrani
Il primo sovrano musulmano fu Yusuf e la sua presenza è ben documentata per i confronti che ebbe coi primi coloni portoghesi e spagnoli che giunsero nelle Molucche alla ricerca di spezie da commerciare nel 1514. Tomé Pires, nella sua opera geografica Suma Oriental (c. 1515), confermò il fatto che Jailolo e Ternate fossero spesso in guerra, e scrisse che gran parte del chiodo di garofano che cresceva nell'area, veniva ritrovato entro i confini del regno. Jailolo era inoltre l'unico vero porto attrezzato di Halmahera, anche se la produzione di spezie era più ricca sulle isole di Ternate, Tidore, Moti e Makian, sulla costa occidentale. Antonio Pigafetta della spedizione di Magellano, visitò le Molucche nel 1521-1522, riportando che vi fossero due re musulmani sull'isola di Jailolo (Halmahera) con diverse centinaia di mogli. Uno di questi sovrani era raja Yusuf che era alleato con Tidore ed era temuto e rispettato nelle Molucche. Come conseguenza di questa alleanza, Jailolo si alleò anche con gli spagnoli che periodicamente giungevano al loro avamposto commerciale su Tidore, e si opponevano ai portoghesi che avevano costruito per contro una fortezza a Ternate nel 1522-23 e tentavano di contendersi con loro il commercio delle spezie nell'area. Con l'aiuto delle munizioni e delle armi spagnole, Jailolo espanse la propria influenza sino a Ternate.
L'ormai anziano Yusuf morì nel 1530, lasciando un figlio di 5 o 6 anni di nome Firuz Alauddin Syah a succedergli. Egli ad ogni modo si premurò di nominare due suoi nipoti, Kaicili Tidore e Kaicili Katarabumi, alla carica di reggenti sino a quando il bambino non avesse raggiunto l'età adulta. Katarabumi aveva vissuto in esilio in precedenza per aver tentato di uccidere l'anziano re, ma era stato poi perdonato e posto in una posizione di potere. Il nuovo capitano portoghese di Ternate, Tristão de Atayde, infastidito dall'alleanza tra Jailolo e gli spagnoli, decise infine di attaccare e distrusse la capitale del regno nel 1533. Il piccolo distaccamento spagnolo a Jailolo si arrese senza combattere. Il giovane Firuz venne portato a Ternate dove venne poi avvelenato dai suoi carcerieri col benestare di Katarabumi, il quale ottenne quindi il trono per sé nel 1536. Fervido musulmano, questi era anche uno dei principali oppositori dell'influenza europea nella regione. Si alleò col popolo Tobaru a nord di Halmahera ed attaccò le aree di Ternate. Quando decise di invadere Gamkonora ed i villaggi recentemente cristianizzati di Morotai e Morotia (a nord di Halmahera), dichiarò guerra anche ai portoghesi.

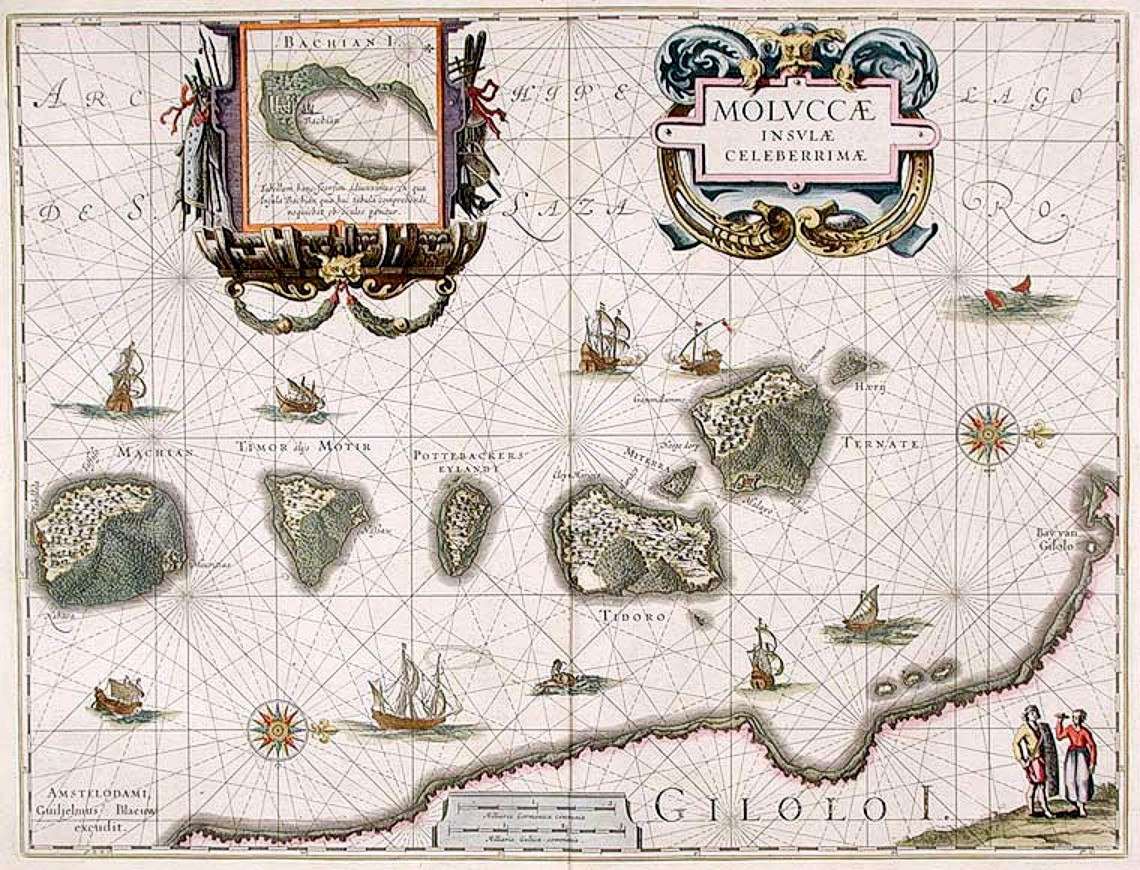
Mappa di parte delle Molucche settentrionali nel 1630 con Jailolo a destra.

Katarabumi si guadagnò una notevole reputazione nelle Molucche per le sue capacità di governo, al punto da essere visto come un "secondo Maometto". Tra i suoi successi vi fu l'invenzione di una scrittura diffusa localmente, di cui però non ci sono giunti testi. Prese residenza in un forte di pietra nei pressi della baia di Jailolo che era considerato impenetrabile e che aveva una guarnigione di 1200 soldati, di cui 100 erano moschettieri. Il comportamento di Katarabumi verso le altre potenze nell'area, ad ogni modo, portò all'invasione congiunta del capitano portoghese Bernaldim de Sousa e del sultano Hairun di Ternate. Jailolo cadde dopo un lungo assedio nel marzo del 1551, dopo l'esaurimento delle provviste. Le condizioni della resa furono dure; Katarabumi perse il titolo di Kolano (re) e dovette accontentarsi del titolo minore di Sangaji ("principe onorato"). Egli avrebbe dovuto inoltre rendere omaggio al sultano Hairun quale suo sovrano. La fortezza locale venne distrutta. Con questi eventi terminò formalmente l'esistenza di Jailolo come stato indipendente. Per evitare di sentirsi soggiogato a Ternate, Katarabumi e la sua famiglia lasciarono la loro residenza principale e si portarono nella foresta e morì nel 1552, probabilmente avvelenatosi.

### Il vassallaggio sotto Ternate
Katarabumi lasciò tre figli e tre figlie, dei quali Kaicili Gujarati fu il suo successore come Sangaji. Questi dovette rendere annuale tributo al re di Ternate in quantitativi di sago e di altri beni. Per Ternate, Jailolo era divenuta una importante fonte di cibo. I portoghesi, che pure non avevano un'alta opinione di Kaicili, nel 1558 tramite il capitano Duarte d'Eça gli promise di rimetterlo sul trono in cambio dell'aiuto militare contro i ternatesi ribelli. La ribellione venne repressa nel 1559-1560 dal momento che il sultano Hairun fece un accordo coi portoghesi. Ad ogni modo, Hairun si vendicò di Kaicili Gujarati nel 1560 quando venne attaccato e ucciso assieme a parte della nobiltà del regno durante un viaggio in mare.
Poco si sa della storia di Jailolo dopo questo incidente. Quando Hairun venne a sua volta ucciso dai portoghesi nel 1570, Jailolo venne governata dalla discendenza di sua sorella (il cui nome è sconosciuto) che assistette il figlio di Hairun, Babullah, nella sua lotta contro i portoghesi. Lo status di vassallo del principe di Jailolo venne ancora una volta rafforzato da matrimoni nella famiglia ternatese. Sul finire del XVI secolo un sovrano di cui non ci è giunto il nome venne costretto da suo fratello a lasciare Jailolo e ad insegnarsi col cognato, il sultano del Brunei, con la madre e le figlie. Il viaggiatore fiammingo Jacques de Coutre lo incontrò nel Brunei nel 1597 e gli diede dei consigli medici per curarsi. Il sovrano successivo conosciuto fu Kodrat che sposò la figlia di Babullah, Ainalyakin, e governò sino al 1605 circa. Suo figlio fu Doa, nato attorno al 1593 e che succedette a suo padre come principe vassallo nel 1606 circa. Doa sposò suo cugina, figlia del sultano Saidi Berkat e combatté col figlio di quest'ultimo, il sultano Mudafar Syah I, contro gli spagnoli che avevano conquistato Ternate nell'aprile del 1606 in alleanza col sultano di Tidore. Durante la lotta, anche Jailolo venne catturata dal nemico nel 1611 e Doa ed i suoi sostenitori dovettero spostarsi a Ternate, territorio che venne riconquistato quasi integralmente con l'assistenza degli olandesi attorno al 1607. Jailolo cessò però così di essere soggetta a vassallaggio. Nell'aprile del 1613 una flotta ternatese di kora-kora si scontrò con una flotta proveniente da tidore. Il deposito della polvere da sparo che si trovava a bordo di una grande imbarcazione venne colpito ed il vascello esplose ferendo Doa e altri due principi ternatesi. Nel 1620 gli spagnoli lasciarono il loro avamposto a Jailolo per Tidore.

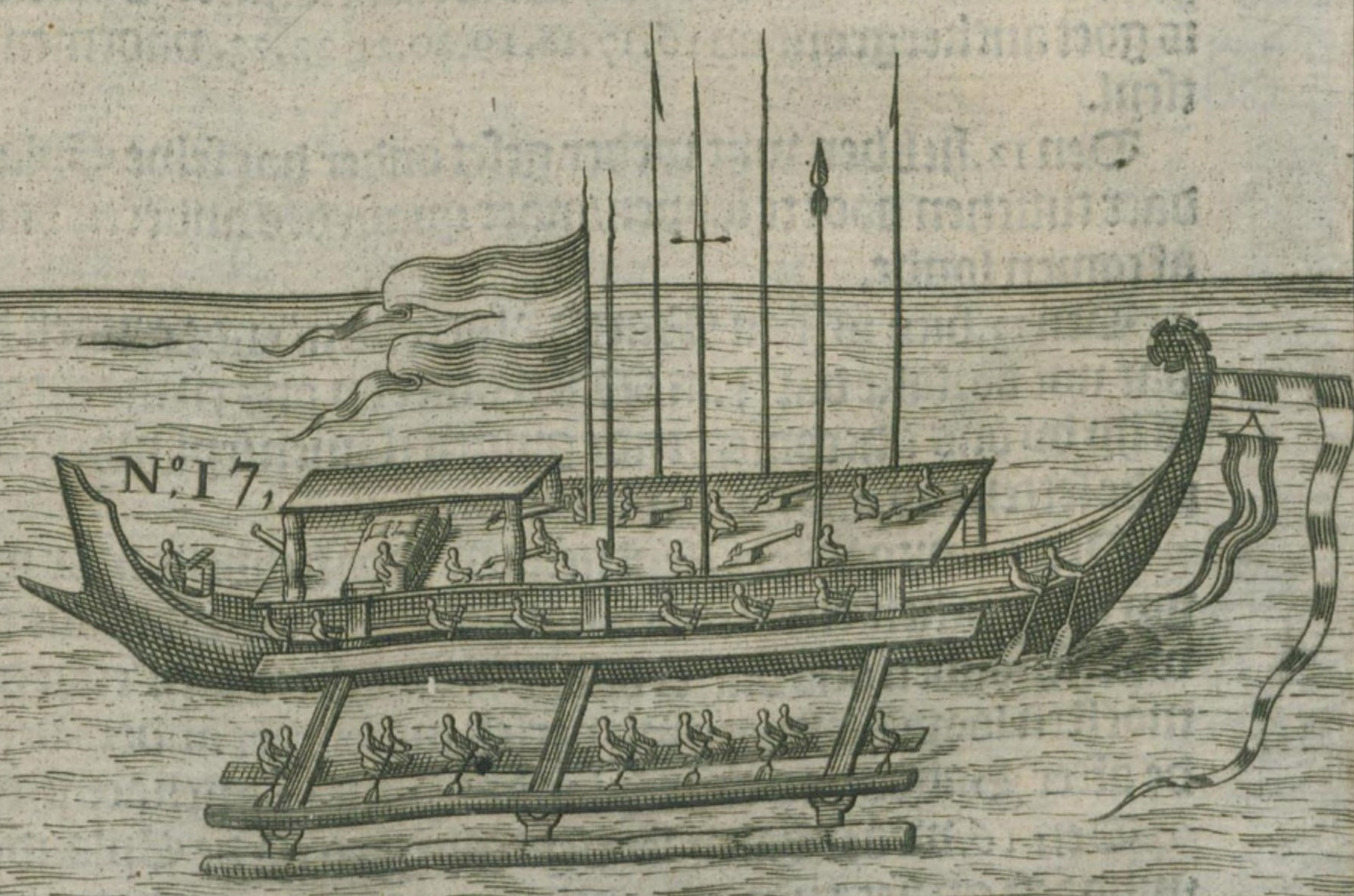
Una kora-kora reale in un'incisione del 1601.

Doa aveva sposato una figlia adottiva del sultano Hamza di Ternate. Il principe prese le parti dei ribelli nella Grande guerra di Ambon nella quale una serie di molucchiani insoddisfatti cercarono di combattere il monopolio commerciale della Compagnia olandese delle Indie orientali dal 1651 al 1656. Fu in seguito consigliere del principe ribelle ternatese Kalamata che tentò di prendere il potere con l'aiuto dei makassaresi e che risiedette a Jailolo tra il 1652 ed il 1653. Col finire della guerra, il sovrano di Jailolo venne catturato da un ufficiale olandese la largo della costa dell'isola di Buru nel 1656. Assieme ad altri 25 suoi compari, venne ucciso a sangue freddo e gettato nel mare. Lasciò un figlio, Kaicili Alam, che ereditò i titoli del padre. Alam ricoprì l'incarico di Gogugu (primo ministro) di Ternate e sposò Mahir Gam-ma-lamo, una delle figlie del sultano Mandar Syah. Il sultano di Tidore, Saifuddin, credeva fermamente nella necessità di mantenere in essere i quattro regni delle Molucche per riportare in auge l'intera regione e per questo chiese al governatore olandese Padtbrugge di intronare Alam come sultano di Jailolo. Ad ogni mood, Alam morì nel 1684 e l'idea venne archiviata.

### Il movimento del Raja Jailolo
Insoddisfatti della politica invasiva della Compagnia olandese delle Indie orientali, parte della popolazione locale si rivoltò a Maluku ed a Papua dopo il 1780, con a capo il principe tidoriano Nuku che premeva per la restaurazione. Nuku tornò a condividere l'idea di ricreare i quattro regni di Maluku, e quindi anche di restaurare il sultanato di Jailolo. Un ex Jojau (primo ministro) di Tidore di nome Muhammad Arif Bila, originario di Makian, si preoccupò di tracciare l'albero genealogico del candidato al trono sino al sultano Alam. Quando Nuku riuscì temporaneamente a prendere il controllo di Jailolo nel 1796, vi intronò Muhammad Arif Bila, ricreando così l'antica quadripartizione. La sua dignità venne confermata l'anno successivo quando Nuku catturò Tidore e divenne sultano egli stesso. Se il sultanato permanesse ancora o meno nella mente degli abitanti di Jailolo, non è chiaro, ma certo la presenza di questo stato rientrava nel progetto di rafforzare la posizioen di Nuku nei confronti degli olandesi, di Ternate e di Bacan. Nuku negoziò con gli olandesi a Ternate nel 1804, chiedendo loro di riconoscere anche la posizione di Muhammad Arif Bila. Quando i coloni europei si rifiutarono di riconoscere il nuovo sovrano di Jailolo, Nuku e Muhammad Arif Bila invasero Halmahera con una flotta di 47 kora-kora e convocarono l'aristocrazia locale in una conferenza per far valere i loro diritti. Il sultano di Jailolo cercò di soggiogare gli antichi domini del regno nel 1804-1805, ma non vi riuscì completamente. Il suo protettore Nuku morì in quello stesso anno ed il nuovo sultano di Tidore, Zainal Abidin, non aveva il suo stesso carisma. Gli olandesi a questo punto conquistarono l'isola di Tidore nel 1806 e Zainal Abidin e Muhammad Arif Bila dovettero fuggire a Halmahera. Quest'ultimo fuggì nelle foreste del monte Kia con la sua famiglia, ma venne rimase ucciso cadendo in un burrone; secondo il racconto di suo figlio, ad ogni modo, venne assassinato a tradimento dai ternatesi.
Muhammad Arif Bila lasciò diversi figli, dei quali Muhammad Asgar ereditò le sue pretese su Jailolo e risiedette a Bicole. Ad ogni modo, i possedimenti olandesi nelle Molucche vennero conquistati nel 1810 dalla Compagnia britannica delle Indie orientali e gli inglesi si apprestarono ad arrestare il sultano pretendente nel 1811 ed a mantenerlo in custodia ad Ambon in quanto non erano interessati a supportare il movimento indipendentista locale. Nel frattempo i fratelli del sultano, Sugi e Niru, si dedicarono alla pirateria nelle acque di Sulawesi con l'aiuto di guerrieri provenienti da Halmahera e dalle isole papuane. Mentre il movimento del Raja Jailolo non era riuscito a creare un nuovo regno, ebbe se non altro il merito di smuovere la coscienza della popolazione locale nei confronti della resistenza anti-coloniale.
Quando gli olandesi riottennero i loro possedimenti nelle Molucche nel 1817, Muhammad Asgar chiese al governo coloniale di essere restaurato al trono. La popolazione desiderava il ritorno dell'antico regno e si pensava che un governo centralizzato avrebbe posto finalmente termine alla pirateria ed alle sommosse locali. Questo suggerimento venne ad ogni modo completamente ignorato dai governatori olandesi dell'area che esiliarono il sultano pretendente a Giava. Suo fratello Hajuddin, ad ogni modo, venne proclamato sultano di Jailolo nel 1818 o nel 1819 ed iniziò a razziare la parte centrale dell'arcipelago delle Molucche. Fondò una fortezza a Kobi, sulla costa settentrionale di Seram, spostandosi poi a Waru ed infine a Hatiling. Gli olandesi inviarono alcune spedizioni per catturarlo nel 1819-1820 ma non riuscirono nel loro intento. Al contrario, il seguito del sultano continuò a crescere sempre più col supporto di parte della popolazione ternatese e tidorese che fuggivano dalle condizioni oppressive che subivano in patria. Le isole papuane e la Papua occidentale venne pure influenzata dal movimento del Raja Jailolo, ed il sultano fu anche in grado di cooperare coi pirati di Maguindanao nelle Filippine meridionali. Il governatore di Ambon, P. Merkus, tentò invano di fermare questa pirateria che continuò però sino alla cattura di Hatiling nel 1823. Alla fine si vide costretto a richiamare l'ex sultano Muhammad Asgar da Giava nel 1825. L'idea era di stabilizzare l'area rendendolo capo dello stato, ma ebbe il titolo di "sultano di Ceram" dal momento che Hajuddin continuava a mantenere quello di sovrano di Jailolo. L'esperimento si rivelò un fallimento in quanto gli aderenti al movimento del Raja Jailolo persistevano nelle loro attività piratesche nell'area. Gli olandesi quindi arrestarono il sultano di Ceram ed il sultano di Jailolo nel 1832 e li esiliarono a Cianjur, sull'isola di Giava. Muhammad Asgar vi morì nel 1839 mentre Hajuddin nel 1843. Quest'ultimo atto segnò la fine totale del sultanato anche se non placò le rivolte locali né la pirateria che infestarono l'area sino all'inizio del XX secolo.

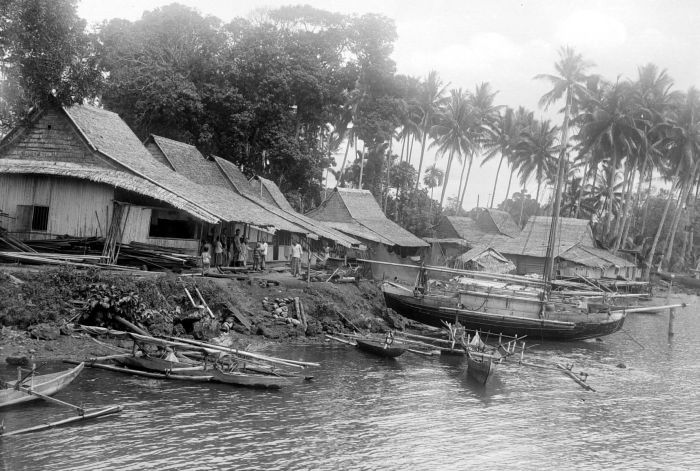
Case tradizionali sulla costa di Jailolo all'inizio del Novecento.

### Altri moti di ribellione
Vi furono ulteriori tentativi di riportare in auge il sultanato di Jailolo, in particolare perché i regni di Ternate e Tidore mantenevano sempre un tipo di governo oppressivo che spingeva la popolazione a cercare una valida alternativa. Un pronipote dell'ultimo sultano di Jailolo, Dano Baba Hasan, lasciò la sua abitazione ad Ambon nel 1875 ed iniziò a far proseiliti per questa causa. La popolazione sotto la sua influenza resistette a Ternate ed a Tidore, ma non alle truppe coloniali olandesi. Baba Hasan tentò di ottenere a questo punto il supporto degli olandesi per ristabilire il regno di Jailolo, ma le autorità coloniali ancora una volta non ascoltarono queste richieste. Baba Hasan venne proclamato sultano di Jailolo nel giugno del 1876 e fu in grado di dominare divere regioni come Weda, Maba, Patani e Gane. Gli olandesi intervennero distruggendo la flotta ribelle a Papile. La rivolta venne così schiacciata e lo stesso sultano si arrese il 21 giugno 1877. Dano Baba Hasan venne esiliato a Muntok al largo di Sumatra dove morì nel 1895.
A questo punto, un parente di Baba Hasan di nome Dano Jayudin, anch'egli da Ambon, cercò nel 1914 di prendere residenza nel distretto di Weda e riuscì a ottenere che Waigeo, una delle isole papuane, gli rivolgesse tributi prima che le autorità olandesi lo bloccarono dal tentativo di ricostituire lo stato.

### Il Novecento
Negli ultimi anni in Indonesia si è seguita l'idea di voler restaurare le vecchie monarchie, non più come stati con giurisdizione politica, ma come enti culturali per il mantenimento delle tradizioni locali. Ternate intronò un nuovo sultano nel 1986 e così fece anche Tidore nel 1999. Nel 2002 anche Jailolo tornò a nominare un proprio sovrano.

## Sovrani di Jailolo
- Kaicil Darajati
- Fataruba
- Tarakabun
- Nyiru
- Kaicil Yusuf I
- Dias
- Bantari
- Sugi
- Hasanuddin (primo sovrano mussulmano)
- Kaicil Husain
- Kaicil Yusuf II
- Doa (sovrano di Tidore)
- Kaicil Gugu Alam (della stirpe di Yusuf I)
- Syah Mardan
- Sahunsa
- Talabuddin (ultimo sultano di Jailolo)[5]
- Kaicil Yusuf (prima del 1514-1530)
- Kaicil Firuz Alauddin (1532-1536) [figlio]
- Katarabumi (1536-1552) [nipote di Yusuf]
- Kaicili Guzarate (1552-c. 1560) [figlio]
- Kodrat (?-c. 1605)
- Dua (c. 1606-1613) [figlio; sovrano di Tidore]
- Saiuddin Raja Buka (1613?-1656) [figlio]
- Kaicil Alam (gogugu [reggente] c. 1679-1684) [figlio; sposò la principessa di Ternate]

governo di Ternate 1656-1797
- Muhammad Arif Bila (1797-1806) [discendente del fratello di Dua; sovrano di Tidore]

occupazione inglese 1799-1802
- Muhammad Asgar (1806-1811) [figlio; sovrano di Ternate]
- Muhammad Hajuddin Syah (1818-1825; m. 1843) [fratello]
- Muhammad Asgar ('Sultan Ceram' 1825-1832; m. 1839)
- Dano Baba Hasan (1876-1877) [pronipote]

governo di Ternate 1803-1950
- Abdulah Harjanto Sjah (sultano titolare 2003-2010) [descendente di Dano Baba Hasan; sovrano di Ternate][43]